# Proceso judicial contra Luis XVI
El proceso de Luis XVI fue la comparecencia de Luis XVI, antiguo rey de Francia y de Navarra y antiguo rey de los Franceses, ante los diputados de la Convención nacional, bajo el nombre de Luis Capeto entre el 10 y 26 de diciembre de 1792. El depuesto monarca fue destituido de todos sus títulos  el 21 de septiembre cuando la asamblea nacional proclamó la abolición de los títulos de nobleza y la corona real, dando origen a la Primera República francesa. Defendido por los abogados Guillaume-Chretien de Lamoignon de Malesherbes, François Denis Tronchet y Raymond de Sèze, tuvo que responder a las acusaciones de traición y conspiración contra el Estado, después del descubrimiento de una serie de documentos comprometedores en el "Armario de Hierro", el 20 de noviembre de 1792.
El proceso al final terminó con la condena a muerte del rey, con resultado en la votación de 387 diputados en contra, y 721 a favor de la pena capital. Posteriormente, Luis XVI sería ejecutado en la guillotina el 21 de enero de 1793

## Contexto

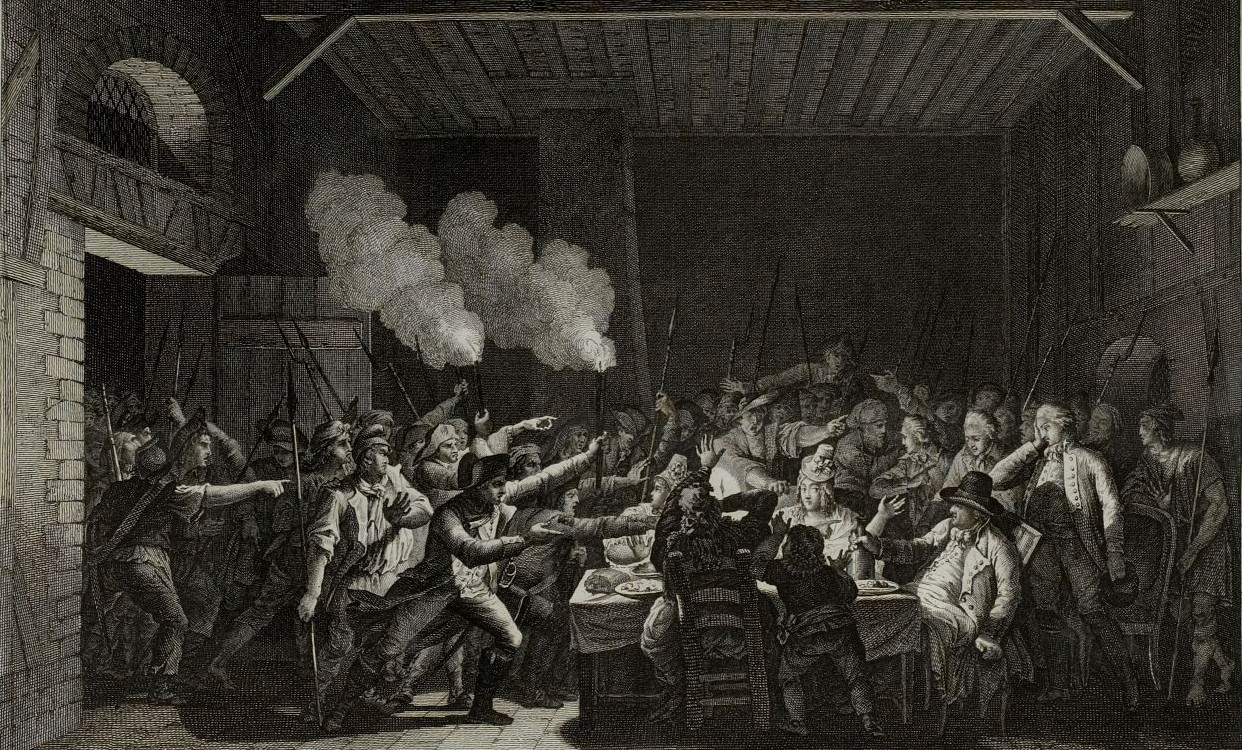
el Rey Luis XVI arrestado en Varennes

Después de la fuga del rey hacia Varennes, el Palacio de las Tullerías fue tomado por asalto el 10 de agosto de 1792. Luis XVI, acompañado de su familia, se refugió en la sala de sesiones de la Asamblea legislativa al amparo del presidente Vergniaud. Sin embargo, la asamblea en pleno decide suspenderlo enteramente de sus funciones en una sesión extraordinaria. Luego de su destitución, la familia real es trasladada primero al convento de  Feuillants, y con posterioridad a la prisión del Temple.  

Luego, la convención ya constituida como asamblea nacional constituyente da el paso definitivo al proclamar la abolición definitiva de la monarquía. degradando al rey Luis XVI al mismo nivel de un ciudadano, poniendole el mote de Luis Capeto (como una alusión satírica a los reyes Capetos, de los cuales la Casa de Borbón era rama colateral).El 1.º octubre, la Convención crea una comisión de 24 miembros encargada de inventariar los documentos reales (correspondencias, memorias, registros) encontrados durante el allanamiento hecho en el palacio de las Tullerías, La comisión presenta su informe el 6 de noviembre, este Informe sobre los crímenes imputados a Luis Capeto todavía incompleto estaría apuntalado jurídicamente por el informe del abogado Jean-Baptiste Mailhe.
Sin embargo, el descubrimiento del Armario de hierro el 20 de noviembre acelera las cosas, haciendo el proceso totalmente ineludible, por lo que la convención nacional decide de manera unánime iniciar el juicio contra el exmonarca, el 10 de diciembre de 1792.

## Inicio del Proceso

### Sesión del 11 de diciembre de 1792
Bertrand Barère quien preside la Convención nacional para ese momento, hace leer las actas de acusación contra el depuesto rey, las cuales estaban basadas en el Informe de los crímenes imputados a Luis Capeto, el cual había sido elaborado por Jean-Baptiste-Robert Lindet.
Barère toma la palabra haciendo la correspondiente lectura de cargos. 

Louis, la Nation française vous accuse, l’Assemblée nationale a décrété, le 3 décembre, que vous seriez jugé par elle ; le 6 décembre, elle a décrété que vous seriez traduit à sa barre. On va vous lire l’acte énonciatif des délits qui vous sont imputés… Vous pouvez vous asseoir.
Luis, la Nación Francesa te acusa, y la Asamblea Nacional decreta que el 3 de diciembre, seréis juzgado por ella; el 6 de diciembre, decretó que serías juzgado. Te vamos a leer el acto enunciativo de los delitos que se te imputan ... Puedes estar sentado.

#### Principales cargos de acusación
Entre los treinta y tres cargos de acusación, se le imputaron:
- Intentar disolver la Asamblea nacional constituyente el 20 de junio de 1789.
- Negarse a firmar tanto la abolición de los privilegios, votada el 4 de agosto de 1789 como la Declaración de los Derechos del Hombre y del Ciudadano, votada el 26 de agosto de ese mismo año.
- Influenciar y corromper a varios miembros de la asamblea nacional constituyente, sobre todo Mirabeau.

- Haber huido a Varennes el 21 de junio de 1791, y posteriormente ordenar la Masacre del Campo de Marte el 17 de julio de 1791.
- Apoyar de manera tácita la convención de Pilnitz de agosto de 1791, la cual buscaría el regreso de la monarquía absoluta en Francia por intervención militar de las potencias europeas.
- Tener aceptado asimismo la existencia del ejército de los emigrados existente en Coblenza, el cual marcharía sobre París - y haber ligado inteligencia con sus dirigentes.
- Mantener un doble-juego diplomático hacia las potencias europeas, y haber formado alianzas secretas con ellas.
- Usar su prerrogativa de veto real contra los decretos sobre los sacerdotes refractarios.
- Haber dado la orden de disparar contra el pueblo, y haber hecho «fluir la sangre de los Franceses».

Posteriormente, el presidente de la asamblea Nacional lo pasaría a interrogar. 

Le Président : Vous êtes accusé d’avoir attenté à la souveraineté du peuple, le 20 juin 1789.

Louis : Aucune loi ne me défendait alors de faire ce que je fis à cette époque.
Le Président : Le 14 juillet 1789, la veille de la prise de la Bastille, vous avez fait marcher des troupes contre Paris ; vous avez fait répandre le sang des citoyens.
Louis : J’étais le maître de faire marcher des troupes où je voulais. Jamais mon intention n’a été de faire couler le sang.
Le Président : Vous avez longtemps éludé de faire exécuter les décrets du 4 août. Vous avez permis que, dans des orgies faites sous vos yeux, la cocarde tricolore ait été foulée aux pieds.
Louis : J’ai fait les observations que j’ai cru justes et nécessaires sur les décrets qui m’ont été présentés. Le fait est faux pour la cocarde ; jamais il ne s’est passé devant moi.
Le Président : Vous avez répandu de l’argent parmi les ouvriers du faubourg Saint-Antoine, pour les mettre dans votre parti.
Louis : Je n’avais pas de plus grand plaisir que celui de donner à ceux qui avaient besoin ; il n’y avait rien en cela qui tînt à quelque projet.
Le Président : Vous avez feint une indisposition pour aller à Saint-Cloud ou à Rambouillet, sous le prétexte de rétablir votre santé.
Louis : Cette accusation est absurde.
Le Président : Le 17 juillet, vous avez fait verser le sang des citoyens au Champ-de-Mars.
Louis : Ce qui s’est passé le 17 juillet ne peut m’être imputé.
Le Président : Vous avez payé vos gardes du corps à Coblentz ; les registres de Septeuil en font foi.
Louis : Dès que j’ai su que les gardes du corps se formaient de l’autre côté du Rhin, j’ai défendu qu’ils reçussent aucun paiement.
Le Président : Vous vous êtes tu sur le traité de Pilnitz, par lequel des rois étrangers s’étaient engagés à rétablir en France la monarchie absolue.
Louis : Je l’ai fait connaître sitôt qu’il est venu à ma connaissance. Au reste, c’est une affaire qui, d’après la constitution, regarde les ministres.
Le Président : Vous avez fait couler le sang au 10 août.

Louis : Non, monsieur ; ce n’est pas moi, je me défendrai jusqu'à la fin, ce n'est pas moi !
Presidente: Se te acusa de haber violado la soberanía del pueblo el 20 de junio de 1789.

Luis: Ninguna ley me prohibió entonces hacer lo que hice en ese momento.
presidente: El 14 de julio de 1789, el día antes del asalto a la Bastilla, enviasteis tropas contra París; haciendo que se derramara la sangre de los ciudadanos.
Luis: Yo era el comandante de las tropas que marchaban donde quería. Nunca fue mi intención derramar sangre.
presidente: Hace tiempo evitas que se ejecuten los decretos del 4 de agosto. Habeis permitido que la escarapela tricolor sea pisoteada en orgías realizadas ante tus ojos.
Louis: Hice las observaciones que consideré justas y necesarias sobre los decretos que me fueron conferidos. Lo de la escarapela es falso; nunca lo presencié
presidente: Habeis repartido dinero entre los trabajadores del Faubourg Saint-Antoine para ganarlos a tu favor
Luis: No tuve mayor placer que dar a los necesitados; no había nada en eso que perteneciera a ningún plan.
presidente: Fingisteis indisposición para ir a Saint-Cloud o Rambouillet, con el pretexto de restaurar tu salud.
Luis: Esa acusación es absurda.
presidente: El 17 de julio, hicisteis que se derramara la sangre de ciudadanos en el Campo de Marte
Louis: Lo que pasó el 17 de julio no se me puede culpar.
presidente: Pagó por sus guardaespaldas en Coblenza; los registros de Septeuil son prueba de ello.
Luis: Tan pronto como supe que los guardaespaldas se estaban formando al otro lado del Rin, les prohibí recibir pago alguno.
presidente: Guardasteis silencio sobre el Tratado de Pilnitz, por el cual los reyes extranjeros se comprometieron a restablecer la monarquía absoluta en Francia.
Luis: Lo di a conocer tan pronto como tuve conocimiento. Además, es un asunto que, según la Constitución, concierne a los ministros.
presidente: Derramaste sangre el 10 de agosto.

Luis: No, señor; no soy yo, me defenderé hasta el final, ¡no soy yo!

## Defensa de Luis XVI

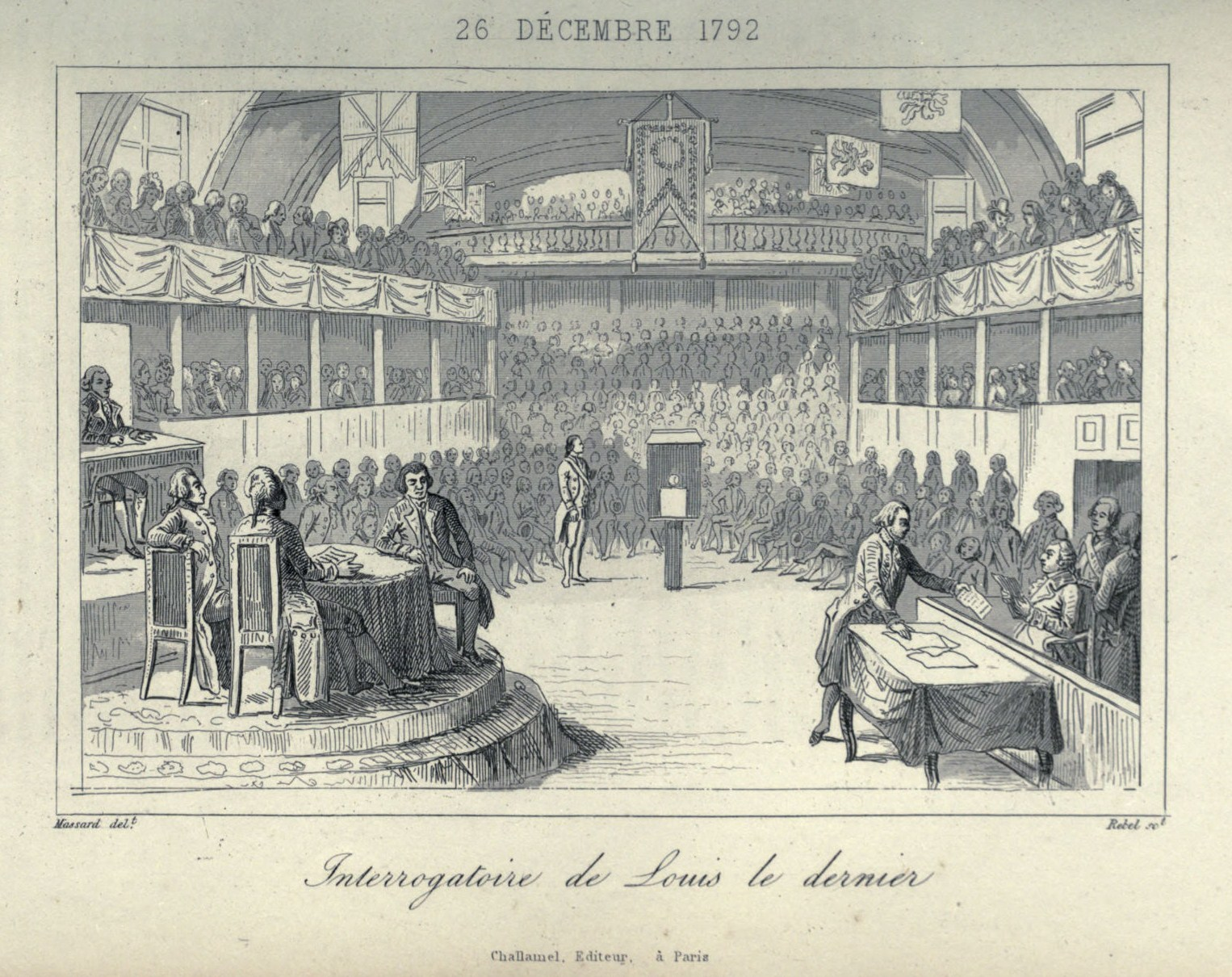
El examen de “Luis el último”.

El 12 de diciembre de 1792, la Convención concede defensores a Luis XVI: François Denis Tronchet, Guillaume-Chretrien de Lamoignon de Malesherbes, Guy-Jean-Baptiste Target y el girondino Raymond de Sèze, el cual era ampliamente conocido por sus capacidades oratorias. 

### Alegato de la defensa
De acuerdo al alegato de Romain de Sèze a favor de Luis XVI, el 26 de diciembre de 1792

Citoyens représentants de la Nation, il est donc enfin arrivé ce moment où Louis accusé au nom du peuple français, peut se faire entendre au milieu de ce peuple lui-même ! Il est arrivé ce moment où entouré des conseils que l’humanité et la loi lui ont donnés, il peut présenter à la Nation une défense et développer devant elle les intentions qui l’ont toujours animé ! Citoyens je vous parlerai avec la franchise d’un homme libre : je cherche parmi vous des juges, et je n’y vois que des accusateurs ! Vous voulez prononcer sur le sort de Louis, et c’est vous mêmes qui l’accusez ! Vous voulez et vous avez déjà émis votre vœu ! Vous voulez prononcer sur le sort de Louis et vos opinions parcourent l’Europe ! Louis sera donc le seul Français pour lequel il n’existe aucune loi, ni aucune forme ! Il ne jouira ni de son ancienne condition ni de la nouvelle ! Quelle étrange et inconcevable destinée ! Français, la révolution qui vous régénère a développé en vous de grandes vertus ; mais craignez, qu’elle n’ait affaibli dans vos âmes le sentiment de l’humanité, sans lequel il ne peut y en avoir que de fausses ! Entendez d’avance l’Histoire, qui redira à la renommée : « Louis était monté sur le trône à vingt ans, et à vingt ans il donna l’exemple des mœurs : il n’y porta aucune faiblesse coupable ni aucune passion corruptrice ; il fut économe, juste et sévère ; il s’y montra toujours l’ami constant du peuple. Le peuple désirait la destruction d’un impôt désastreux qui pesait sur lui, il le détruisit ; le peuple demandait l’abolition de la servitude, il commença par l’abolir lui-même dans ses domaines ; le peuple sollicitait des réformes dans la législation criminelle pour l’adoucissement du sort des accusés, il fit ces réformes ; le peuple voulait que des milliers de Français que la rigueur de nos usages avait privés jusqu’alors des droits qui appartiennent aux citoyens, acquissent ces droits ou les recouvrassent, il les en fit jouir par ses lois. Le peuple voulut la liberté, il la lui donna ! Il vint même au-devant de lui par ses sacrifices, et cependant c’est au nom de ce même peuple qu’on demande aujourd’hui… » Citoyens, je n’achève pas… Je m'arrête devant l'Histoire : songez qu’elle jugera votre jugement et que le sien sera celui des siècles.
Ciudadanos representantes de la Nación, finalmente ha llegado el momento en que Luis, acusado en nombre del pueblo francés, ¡puede hacerse oír en medio de este pueblo! ¡Ha llegado el momento en que, rodeado de los consejos que le han dado la humanidad y la ley, puede presentar una defensa a la Nación y desarrollar ante ella las intenciones que siempre la han animado! Ciudadanos, les hablaré con la franqueza de un hombre libre: ¡busco jueces entre ustedes y sólo veo acusadores! ¡Quieren pronunciarse sobre el destino de Louis, y son ustedes los que lo acusan! ¡Quieres y ya has expresado tu deseo! ¡Quieres hablar sobre el destino de Louis y tus opiniones corren por toda Europa! ¡Louis será, por tanto, el único francés para el que no hay ley ni forma! ¡No disfrutará ni de su condición anterior ni de la nueva! ¡Qué extraño e inconcebible destino! Franceses, la revolución que os regenera ha desarrollado en vosotros grandes virtudes; ¡pero teman que haya debilitado en sus almas el sentimiento de humanidad, sin el cual solo puede haber falsos! Escuche de antemano la Historia, que se repetirá a la fama: "Luis ascendió al trono a los veinte, ya los veinte dio ejemplo de modales: no tenía debilidad culpable ni pasión corrupta; era económico, justo y severo; siempre se mostró amigo constante del pueblo. El pueblo quería la destrucción de un impuesto desastroso que pesaba sobre ellos, lo destruyeron; el pueblo exigió la abolición de la servidumbre, comenzó por abolirla ellos mismos en sus dominios; la gente pidió reformas en la legislación penal para aliviar la suerte de los acusados, hicieron estas reformas; el pueblo quería que los miles de franceses a quienes el rigor de nuestras costumbres había privado hasta entonces de los derechos que les corresponden a los ciudadanos, adquirieran esos derechos o los recuperaran, los hacían gozar por sus leyes. La gente quería la libertad, ¡se la dieron! Incluso vino a su encuentro a través de sus sacrificios, y sin embargo es en nombre de este mismo pueblo que hoy estamos preguntando… ”Ciudadanos, no termino… me detengo frente a la Historia: piensen que ella juzgará tu juicio y que ella será la de los siglos".

Llegando a la refutación de los cargos, Romain de Sèze los dividió hábilmente: considerando nulos los que eran anteriores a la Constitución o que habían sido amnistiados por la misma, y los posteriores a ella pero cuyos ministros asumían legalmente toda responsabilidad. Negó toda llamada o petición hecha hacia otras potencias, mientras acusaba al exmonarca de Irresponsable por las negociaciones hechas por sus hermanos, el conde de Provenza y el conde de Artois ante la corte imperial Austriaca de Leopoldo II. Igualmente, negó auxiliar a los emigrados, acusación que carece de prueba formal. Ésta era la parte más débil de la defensa, que tenía poca importancia, pues los diputados de la Convenció tenían firme convencimiento de que el rey Luis XVI había pactado con las potencias para recuperar el trono.

### Declaración de Luis XVI para su defensa
En su defensa, el rey Luis XVI declaró a los convencionalistas, el 26 de diciembre de 1792

« On vient de vous exposer mes moyens de défense, je ne les renouvellerai point ! En vous parlant peut-être pour la dernière fois, je vous déclare que ma conscience ne me reproche rien, et que mes défenseurs ne vous ont dit que la vérité.
Je n’ai jamais craint que ma conduite fût examinée publiquement, mais mon cœur est déchiré de trouver dans l’acte d’accusation l’imputation d’avoir voulu répandre le sang du peuple, et surtout que les malheurs du 10 août me soient attribués.
J’avoue que les preuves multipliées que j’avais données dans tous les temps de mon amour pour le peuple, et la manière dont je m’étais toujours conduit, me paraissaient devoir prouver que je craignais peu de m’exposer pour épargner son sang, et éloigner à jamais de moi une pareille imputation6.
Mis medios de defensa les acaban de ser explicados, ¡no los renovaré! Hablándote quizás por última vez, te declaro que mi conciencia no me reprocha nada, y que mis defensores solo te han dicho la verdad.

Nunca he temido que mi conducta sea examinada públicamente, pero mi corazón se desgarra al encontrar en la acusación la imputación de haber querido derramar la sangre del pueblo, y sobre todo que las desgracias del 10 de agosto caigan sobre mí. galardonado.

Confieso que las múltiples pruebas que había dado en todo momento de mi amor por la gente, y la manera en que siempre me había comportado, me parecieron demostrar que tenía poco miedo de exponerme para ahorrarles la sangre. y manténgala alejada de mí para siempre

## Condena
El 15 de enero de 1793, después de varios debates los diputados de la asamblea nacional son consultados a votación, para responder a dos cuestionamientos, basados principalmente en las precedentes acusaciones:
1. Luis Capeto es culpable de conspiración contra la libertad pública, y atentar contra la seguridad del estado ¿si o no?
2. El juicio de la Convención nacional contra Luis Capeto será sometido a la ratificación del pueblo, ¿sí o no?

Al primer cuestionamiento, de los 718 diputados que están presentes, 642 votan  "sí", 32 hacen diversas declaraciones, 3 no responden  y 10 se recusan o abstienen. 
En cuanto al segundo cuestionamiento, 286 votan "sí", 423 votan "no", y 12 se recusan o se abstienen.
Entre el 16 y el 17 de enero, los diputados son nuevamente convocados para presentar su voto con respecto a la pena que debe de recibir el acusado, en este caso, el destronado monarca. Sin embargo, la decisión es prorrogada hasta la sesión del 19 de enero.
A la tercera cuestión, referente sobre la pena, de los 721 diputados que están presentes en la cámara, 366 votan "muerte sin condiciones". Se haría una segunda votación para confirmar la decisión, por lo que el número de diputados se redujo a 361, justo la mayoría requerida. El voto de Felipe de Orleans, primo del rey, fue clave.
No obstante, esta cifra debe relativizarse, ya que otros 26 diputados votaron a favor de la muerte, pero según la enmienda Mailhe, que cuestionaba el aplazamiento de la sentencia por el bien de la nación, lo que eleva a 387 el número de diputados que votaron realmente a favor de la muerte durante esta segunda votación nominal. El diputado Jean-Baptiste Mailhe intentaría a través de dicha enmienda retrasar el mayor tiempo posible la ejecución, por lo que se sospechó que Mailhe había sido sobornado para poder salvar al exmonarca del patíbulo. Obviamente, en plena sesión se le acusaría de haber sido "comprado" por las potencias extranjeras que confiaban en su maniobra de enmienda para salvarlo. 
Luego de esta enmienda, la asamblea vota la solicitud de postergar la ejecución. De 690 diputados, solamente 10 se abstienen, y 2 apoyan la enmienda, sellando definitivamente el destino del monarca. 

### Anuncio de la condena
A las dos de la tarde una comisión se dirige hacia la prisión del Temple para comunicarle al condenado la noticia de su ejecución. La comisión es presidida por el ministro Dominique Joseph Garat, encargado de la cartera de justicia, asistido de Jacques-René Hébert, suplente del fiscal municipal y de Guillaume de Lamoignon de Malesherbes, quien había sido hasta ese momento el principal abogado defensor del depuesto rey. 
Garat lee la sentencia, y para notoria sorpresa de los presentes, el antiguo rey se presenta inmutable y frío. Hébert, que había mostrado siempre animadversion hacia el monarca y su familia, en su periódico le Pere Duchesne, escribiría más tarde : 

Il écouta avec un sang-froid rare la lecture du jugement. Il eut tant d'onction, de dignité, de noblesse, de grandeur dans son maintien et ses paroles, que je ne pus y tenir. Des pleurs de rage vinrent mouiller mes paupières. Il avait dans ses regards et dans ses manières quelque chose de visiblement surnaturel à l'homme. Je me retirai, voulant retenir des larmes qui coulaient malgré moi et bien résolu de finir là mon ministère.
Escuchó con rara frialdad la lectura del juicio. Tenía tanta unción, dignidad, nobleza, grandeza en su comportamiento y en sus palabras, que no pude soportarlo. Lágrimas de rabia mojaron mis párpados. Había algo visiblemente sobrenatural para el hombre en su apariencia y sus modales. Me retiré, queriendo contener las lágrimas que fluían a mi pesar y resolví completamente terminar mi ministerio allí.

Al oír la condena, el rey solicita a la convención que le permitan prepararse para morir por lo que pide que se llame a su confesor, el abate Edgeworth de Firmont, que le concedan tres días para prepararse, y que le permitan despedirse de su familia "libremente y sin ningún testigo", además de la reducción de su vigilancia y que "la nación cuide de su familia"
La convención cede ante sus exigencias, excepto a los tres días de prórroga. Al día siguiente, el que había sido rey de Francia y de Navarra sería ejecutado a las 10 horas de la mañana del 21 de enero.